# Višegradská brána

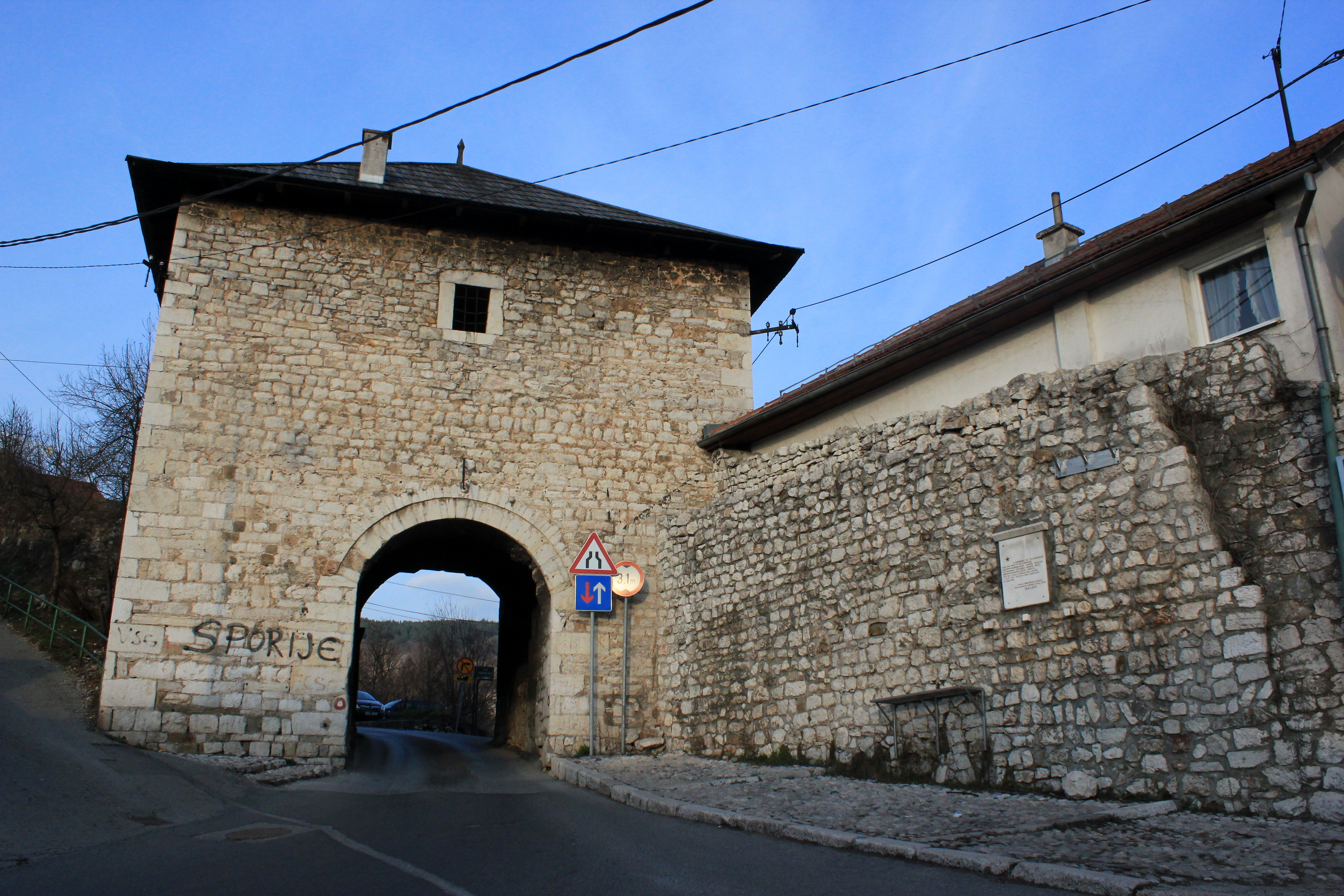
Pohled na bránu.

Višegradská brána (bosensky Višegradska kapija) je jednou z historických kamenných bran, které chránily opevněné město Sarajevo v dobách, kdy bylo součástí Osmanské říše. Vznikla na místě kde se nacházela tzv. Bioská cesta (Bioski put), která vedla ze Sarajeva směrem k Višegradu a dalším městům tehdejšího evropského Turecka. 
Byla jednou ze tří bran, kterými se vstupovalo na území místní části Vratnik. Brána byla vybudována v letech 1727 až 1739, kamenná čtyřboká stavba byla zastřešena dřevěnou střechou pokrytou šindely. Vznikla na půdorysu čtyřúhelníku s délkou stran přibližně 10 m. Sloužila většinou jako celnice, posádkou byla vybavena v případě vojenského ohrožení města. Průjezd branou, která byla ve své době vybavena dubovými vraty, je dlouhý 10 m a široký cca 3,75 m. 
Spolu s opevněním místní částí Vratnik je brána evidována na seznamu kulturních památek Bosny a Hercegoviny. V roce 1996 byl objekt kompletně rekonstruován.